# Päinurme (rzeka)
Päinurme (est. Päinurme jõgi) – rzeka w środkowej Estonii. Rzeka ma źródła na wschód miejscowości Silmsi, mina Koigi. Wpada do rzeki Põltsamaa na zachód od miejscowości Uuevälja, gmina Pajusi. Ma długość 16,9 km i powierzchnię dorzecza 71,8 km².